# Bad Ragaz Senior Open 2010
Het Bad Ragaz Senior Open is een golftoernooi van de Europese Senior Tour. In 2010 werd het van 2 - 4 juli gespeeld op Golf Club Bad Ragaz. Titelverdediger was John Bland, die Bob Boyd in de play-off versloeg..
Dit toernooi staat op de agenda in de week voordat de spelers naar Nederland komen voor het Dutch Senior Open. Het prijzengeld is € 250.000.

## Verslag
Carl Mason won het toernooi al in 2007 en 2008 en begon in 2010 met een ronde van 64, het toernooirecord dat een ronde later door Chris Williams geëvenaard werd. Deze 64 was geen baanrecord, want dat stond sinds 2008 op zijn naam met een score van 61, gelijk aan het Senior Tour-record dat in 2004 tijdens de San Remo Masters werd gevestigd. 
Carl Mason won het toernooi, het was zijn 23ste overwinning op de Senior Tour, dat staat gelijk aan het record van Tommy Horton.
| Nr | Naam             | Score    | Score | Score |
| -- | ---------------- | -------- | ----- | ----- |
| 1  | Carl Mason       | 64-67-68 | 199   | -11   |
| 2  | Jerry Bruner     | 67-66-68 | 201   | -9    |
| 3  | Boonchu Ruangkit | 65-68-69 | 202   | -8    |
| 3  | Bertus Smit      | 68-67-67 | 202   | -8    |

- Live leaderboard

## De spelers
Vijf voormalige winnaars doen weer mee.
| - Graham Banister - Mark Belsham - Maurice Bembridge - Stephen Bennett - John Bland (2009) - Bob Boyd - Gordon J. Brand - Jerry Bruner - Terry Burgoyne - Giuseppe Cali - Delroy Cambridge - Bob Cameron - Horacio Carbonetti (2003, 2004) - Luis Carbonetti - Roger Chapman - Bob Charles - Tony Charnley - John Chillas - Steve Cipa - Mike Clayton | - David Creamer - Alberto Croce - Mike Cunning - Denis Durnian - Marc Farry - Ángel Fernández - Peter Fowler - Angel Franco - Terry Gale (2005) - Victor García - Antonio Garrido - Torsten Giedeon - John Gould - Martin Gray - Claude Grenier - Jeff Hall - John Harrison - Mike Harwood - Jeff Hawkes - Jimmy Heggarty | - Liam Higgins - Domingo Hospital - Nick Job - Doug Johnson - Anders Johnsson - Volker Krajewski - Bobby Lincoln - Bill Longmuir - Fraser Mann - Carl Mason (2007, 2008) - David Merriman - Mike Miller - Ian Mosey - Denis O'Sullivan - Pete Oakley - Simon Owen - Manuel Piñero - Eddie Polland - Martin Poxon - Juan Quiros (2006) | - Glenn Ralph - Noel Ratcliffe - Jim Rhodes - Costantino Rocca - Emilio Rodriguez - Boonchu Ruangkit - David J Russell - George Ryall - Helmuth Schumacher - Bertus Smit - Adan Sowa - Kevin Spurgeon - Katsuyoshi Tomori - Greg Towne - Steve Van Vuuren - Chris Williams - Mike Williams - Ricky Willison |